# Science et Vie
Science et Vie (La Science et la Vie fino al 1943, Science & Vie secondo la grafia attuale sulle copertine) è una rivista francese mensile di divulgazione scientifica, creata nel 1913.

## Storia
Il periodico nasce il 1 aprile 1913 con il nome di La Science et la Vie (La Scienza e la Vita) per iniziativa di Paul Dupuy, deputato e direttore del quotidiano Le Petit Parisien. Ispirandosi alle riviste americane di divulgazione scientifica come Popular Science e Popular Mechanics, Dupuy decise di creare una rivista rivolta al grande pubblico francese.
Il suo obiettivo era di mettere alla portata di tutti le scoperte scientifiche dell'epoca. Il primo numero vede la partecipazione di personalità scientifiche di spicco come Guillaume Bigourdan, membro dell'Accademia francese delle Scienze, e Gabriel Lippmann, Premio Nobel per la Fisica nel 1908. Nei numeri successivi collaborano con la rivista anche: Edmond Perrier, direttore del Museo nazionale di Storia naturale di Francia e presidente dell'Académie française, Jean-Henri Fabre, anch'egli membro de l'Académie e Jean Perrin, futuro Premio Nobel per la Fisica. Gli articoli sono redatti con un linguaggio semplice, abbondantemente illustrati e affrontano differenti soggetti di studio come l'elettricità, la fisica, la medicina, l'astronomia e molti altri.
La rivista, venduta a inizialmente a un franco, usciva mensilmente con 144 pagine in bianco e nero arricchite da numerose foto e da una copertina con disegno a colori. Grande attenzione era dedicata alla scienza applicata. Il successo fu immediato e arrivò presto a 100 000 copie vendute con 5.000 abbonati; questo spinse la redazione a ricercare sempre maggiori collaboratori per rispondere alla domanda del pubblico. Allo scoppio della prima guerra mondiale la tiratura passò a 150.000 esemplari, anche se la rivista fu in seguito costretta a limitare le sue pubblicazioni, pubblicando un solo numero nel periodo settembre 1914 - gennaio 1915.
A partire da febbraio 1943 la pubblicazione prende il nome di Science et Vie. Nel numero di dicembre del 1945 si creò una pubblicazione trimestrale parallela dedicata all'artiglieria atomica.
Tra gli anni settanta e novanta, nella rivista era presente una rubrica denominata Blurg, acronimo di «Baliverne lamentable à l'usage réservé des gogos» ("Patetiche balle ad uso esclusivo dei creduloni"). Tale rubrica nasceva con lo scopo di stigmatizzare le teorie giudicate falsamente scientifiche, oltre a smascherare alcune notizie prive di fondamenti. Alcuni esempi dei temi affrontati dalla rubrica comprendono l'omeopatia, la numerologia, la fusione a freddo, la memoria dell'acqua e diverse teorie derivanti dalla corrente New Age.

## Editore e riviste correlate
Inizialmente pubblicata da Excelsior Publication, Science et Vie è comprata nel 2003 dal gruppo britannico Emap Plc. Dal 2006 la rivista è pubblicata da Mondadori Francia, parte del gruppo Arnoldo Mondadori Editore, di proprietà di Silvio Berlusconi. La filiale francese pubblica attualmente tutte le riviste legate al nome di Science et Vie.
Nel corso degli anni Excelsior e gli editori seguenti hanno dato vita a diversi spin off tematici della rivista. Tra questi
- 1983: Science et Vie Micro, dedicata all'informatica
- 1984: Science et Vie Economie, dedicata all'economia
- 1988: SVM Mac - dedicata ai computer Apple
- 1989: Science et Vie Junior, dedicata ai giovani
- 1999: Science et Vie Découvertes, dedicata ai giovanissimi
- 2011: Science et Vie Guerres et Histoire, dedicata alla storia militare
- 2012: Skypix, dedicata all'astronomia
- 2013: Science et Vie Kids, versione elettronica per iPad di Découvertes

## Diffusione
Secondo l'Alliance pour les chiffres de la presse et des médias, associazione francese specializzata nella raccolta dati di diffusione di giornali e periodici francesi, Science et Vie ha avuto la seguente distribuzione a pagamento in Francia tra il 2014 e il 2018:
| Diffusione | 2014    | 2015    | 2016    | 2017    | 2018    |
| ---------- | ------- | ------- | ------- | ------- | ------- |
| Francia    | 263.748 | 262.808 | 253.324 | 222.657 | 209.613 |